# کوه باروز
کوه باروز (به انگلیسی: Burroughs Mountain) یک کوه در ایالات متحده آمریکا است که در پارک ملی کوه رینیر واقع شده‌است. کوه باروز ۲٬۳۸۶٫۰ متر بالاتر از سطح دریا واقع شده‌است.